# قطاع حديقة روزر التاريخية
قطاع حديقة روزر التاريخية هي قطاع أمريكي تاريخي يقع بسانت بيترسبرغ، فلوريدا. وهو محصور بالطريق الخامس والطريق التاسع، والسبيل السادس والسبيل الحادي عشر. وتحتوي على 146 مبنىً تاريخياً. أُنشئت حديقة روزر في بدايات القرن العشرين من قبل صاحب العقارات تشارلز روزر. وبالمثل، في قلب مدينة سانت بيترسبرغ، فإن حي حديقة روزر التاريخي كان بمثابة نهضة للمكان من حوله، فطبيعتها التاريخية، وروح المجتمع المعاون فيها، وكذلك توفيرها المراكز التجارية، والمرافق المدنية كالمستشفيات والكليّات، والفنون والترفيه، وساحات الرياضة، والبحر، ومطار دولي وداخلي.

## وصلات خارجية
- قائمة مقاطعات ولاية بينيلاس على التسجيل العالمي للمواقع التاريخية.